# 대한협회
대한협회(大韓協會)는 대한 제국 시기인 1907년 11월 10일에 결성된 애국 계몽 운동 계열의 정치 단체이다.

## 개요
통감부가 해산시킨 대한자강회를 계승한 애국계몽 운동 단체이다. 1907년에 한성부에서 결성되었고, 총재는 남궁억이 맡았다.
교육과 산업을 발달시켜 국가의 부강을 꾀하는 것이 목표였으며, 이를 위해 국민의 의식을 고취하는 강연회를 개최하였다. 1910년에 한일 병합 조약이 체결된 뒤 해체되었다.
일진회, 서북학회와 연합하는 삼파연합을 추진하고 일본의 보호통치 아래에서 실력을 양성하자는 논리를 펴는 등 애국 계몽 운동 계열 가운데서 가장 친일적인 성향을 보였다는 평가가 있다.

## 대한민보
대한협회는 1908년에 《대한협회회보》를 창간하여 발행하였다. 월간으로 발행되던 《대한협회회보》는 1909년에 발행을 중지하고 일간 신문인 《대한민보》가 창간되었다. 한일 병합 조약 체결로 대한제국이 사라지면서 《민보》로 제호를 바꾸어 하루 동안 발간한 뒤 8월 31일에 폐간되었다. 사장은 개화파 출신의 천도교 지도자 오세창이 맡았다.

## 같이 보기
- 서북학회
- 헌정연구회
- 대한자강회